# Drewsteignton
Drewsteignton är en ort och civil parish i Storbritannien.   Den ligger i grevskapet Devon och riksdelen England, i den södra delen av landet, 270 km väster om huvudstaden London. Drewsteignton ligger 210 meter över havet och antalet invånare är 818.
Terrängen runt Drewsteignton är platt åt nordost, men åt sydväst är den kuperad. Runt Drewsteignton är det ganska tätbefolkat, med 185 invånare per kvadratkilometer. Närmaste större samhälle är Exeter, 18,7 km öster om Drewsteignton. Trakten runt Drewsteignton består i huvudsak av gräsmarker.